# Pinus wangii
Pinus wangii Hu & W.C.Cheng – gatunek drzewa iglastego z rodziny sosnowatych (Pinaceae). Występuje w Chinach (południowo-wschodnie Junnan) i Wietnamie (Mai Chou).

## Morfologia
PieńOsiąga wysokość 20 m, średnicę do 60 cm.
LiścieIgły zabrane po 5 na krótkopędach, grube, o długości 2,5–6 cm, szerokości 1–1,5 mm.
SzyszkiSzyszki żeńskie pojedyncze lub w grupach po 2–3 wyrastają u podstawy pędów. Żółtawo brązowe, brązowe, do ciemnoszaro-brązowych po osiągnięciu dojrzałości. Osiągają rozmiary 4,5–9 na 2–4,5 cm. Nasiona jasnobrązowe, długości 8–10 mm, szerokości ok. 6 mm, opatrzone skrzydełkiem o rozmiarach 16 na 7 mm.
Gatunki podobneP. wangii ma wiele cech wspólnych z P. kwangtungensis i P. fenzeliana, odróżnia się krótszymi igłami i mniejszymi szyszkami oraz kolorem młodych pędów.

## Biologia i ekologia
W przekroju poprzecznym igły trójkątne, o jednej wiązce przewodzącej i trzech kanałach żywicznych.
Występuje na wysokości 500–1800 m n.p.m., rozsiany w wiecznie zielonych lasach rosnących na zboczach wapiennych wzgórz.

## Systematyka i zmienność
Pozycja gatunku w obrębie rodzaju Pinus
- podrodzaj Strobus
  - sekcja Quinquefoliae
    - podsekcja Strobus
      - gatunek P. wangii

## Zagrożenia
Międzynarodowa organizacja IUCN przyznała temu gatunkowi kategorię zagrożenia EN (endangered), czyli o wysokim ryzyku wymarcia w niedalekiej przyszłości. Głównym źródłem zagrożenia jest wycinanie drzewostanów. 

## Zastosowanie
Surowiec drzewny wykorzystywany jest jako materiał konstrukcyjny, do budowy mostów i wyrobu mebli.